# Schefflera varisiana
Schefflera varisiana är en araliaväxtart som beskrevs av David Gamman Frodin. Schefflera varisiana ingår i släktet Schefflera och familjen araliaväxter. Inga underarter finns listade.